# 原則型路由
原則型路由（英語：Policy-based routing，縮寫為PBR），也稱為策略路由（policy route），一種決定路由的方式，由網路管理者決定路由原則，再根據這些原則來決定路由。
當一個路由器接收到封包時，通常會被轉送到封包指定的目的位址。但在某些狀況下，需要根據其他原則來決定封包要轉送到何處。舉例來說，網路管理員可以根据封包的來源位址来轉送這些封包。
原則型路由可以根據封包的大小，封包內指定的通訊協定，或是其他封包表頭及封包內容的資訊，來決定路由轉送的方式。當有數個私有網路相互連結時，原則型路由對於網路管理員來說，原則型路由是相當有用的。

## 實作方式
在Cisco IOS中，使用route map來實作原則型路由。
Linux從2.2版之後支援多重路由表，可用來實作原則性路由。
许多其它UNIX/类UNIX系统通过防火墙實作原則性路由，例如FreeBSD上可使用IPFW、IPFilter或PF。